# Lophoptera albopunctata
Lophoptera albopunctata är en fjärilsart som beskrevs av Embrik Strand 1917. Lophoptera albopunctata ingår i släktet Lophoptera och familjen nattflyn. Inga underarter finns listade i Catalogue of Life.